# Chileense presidentsverkiezingen 1920
De Chileense presidentsverkiezingen van 1920 vonden op 25 juni van dat jaar plaats. De twee belangrijkste kandidaten, Arturo Alessandri Palma en Luis Barros Borgoño, die allebei behoorden tot de Partido Liberal (PL). Alessandri was een van de belangrijkste hervormingsgezinde figuren binnen de liberale partij, terwijl Barros de rechtervleugel van de PL vertegenwoordigde. Barros kreeg iets meer stemmen achter zich, maar Alessandri wist iets meer kiesmannen te verwerven en won de verkiezingen. Omdat de uitslagen zo dicht bij elkaar lagen, besloot men op 10 augustus tot het instellen van een "Hof van Eer" (Tribunal de Honor) die Alessandri tot winnaar aanwees (30 september).
Voor de tweede maal in de geschiedenis van Chili deed er een sociaaldemocratische kandidaat mee: Luis Emilio Recabarren.

## Verkiezingsuitslag
| Kandidaat | Kandidaat | Kandidaat               | Partij | Partij             | Stemmen | Percentage stemmen | Kiesmannen | Percentage kiesmannen |
| --------- | --------- | ----------------------- | ------ | ------------------ | ------- | ------------------ | ---------- | --------------------- |
|           |           | Arturo Alessandri Palma |        | Alianza Liberal/PL | 82.083  | 49,49%             | 179        | 50,56%                |
|           |           | Luis Barros Borgoño     |        | Unión Nacional/PL  | 83.000  | 50,10%             | 175        | 49,44%                |
|           |           | Luis Emilio Recabarren  |        | POS                | 681     | 0,41%              | 0          | 0%                    |
| Totaal    | Totaal    | Totaal                  |        |                    | 165.864 | 100%               | 352        | 100%                  |

## Bekrachtiging door het Hof van Eer

| Kandidaat | Kandidaat | Kandidaat               | Partij | Partij             | Stemmen | Percentage |
| --------- | --------- | ----------------------- | ------ | ------------------ | ------- | ---------- |
|           |           | Arturo Alessandri Palma |        | Alianza Liberal/PL | 177     | 50,14%     |
|           |           | Luis Barros Borgoño     |        | Unión Nacional/PL  | 176     | 49,86%     |
|           |           | Luis Emilio Recabarren  |        | POS                | 0       | 0%         |
| Totaal    | Totaal    | Totaal                  |        |                    | 118     |            |

| Alianza Liberal   |
| Partido Liberal   |
| Partido Radical   |
| Partido Demócrata |

| Unión Nacional              |
| Partido Conservador         |
| Partido Liberal Democrático |
| Partido Nacional            |

## Bron
- (es)  Elección Presidencial 1920